# Marina Silva
Maria Osmarina Marina Silva Vaz de Lima, of kortweg Marina Silva (Rio Branco, 8 februari 1958), is een Braziliaans sociaal wetenschapper, milieuactivist en politica. Sinds 1 januari 2023 is zij minister van Milieu in de Braziliaanse regering onder president Luiz Inácio Lula da Silva. Zij bekleedde die functie al eerder tussen 2003 en 2008.

## Levensloop

### Jeugd en opleiding
Silva werd in 1958 geboren als Maria Osmarina Silva de Souza in een familie van rubbertappers op een rubberplantage, Seringal Bagaço, in de deelstaat Acre in het noordwesten van Brazilië. Haar moeder overleed toen zij 15 jaar oud was. Ze kon toen nog niet lezen en schrijven. Toen zij op 16-jarige leeftijd hepatitis kreeg, werd ze opgenomen in een klooster, waar de nonnen haar, als eerste van haar familie, leerden lezen en schrijven.
Vervolgens kreeg ze malaria en ging daarom naar de plaatselijke hoofdstad Rio Branco. De uitbraak van malaria in haar geboortestreek weet ze aan de aanleg van een autoweg, die het Amazonegebied moest verbinden met de rest van het land. Vanaf toen ging ze zich bezighouden met milieuvraagstukken.
Toen ze als dienstmeisje in de stad werkte, ging ze geschiedenis studeren. Ondertussen was ze nog steeds betrokken bij het klooster en kwam daardoor in contact met de theoloog Clodovis Boff (toen nog net als zijn broer Leonardo een bevrijdingstheoloog) en met de rubbertappers-activist Chico Mendes en werd politiek actief.
In 1984 richtte ze met Mendes een vakbond op in Acre.

### Politieke activiteiten
Silva was van 1986 tot 2009 actief voor de Arbeiderspartij (PT) van Luiz Inácio Lula da Silva. In 1994 werd ze, als jongste ooit, gekozen in de Braziliaanse Senaat, waarin zij acht jaar werkzaam zou blijven. Van januari 2003 tot mei 2008 was ze minister van Milieu onder het presidentschap van Lula. Op 13 mei 2008 diende Silva haar ontslag in. Aanleiding was het gebrek aan steun voor haar milieupolitiek, en de grootschalige projecten van de regering die het Amazonegebied aantastten.
Van 2009 tot 2013 was ze actief voor de Braziliaanse Groene Partij (PV) en tussen 2013 en 2015 voor de Braziliaanse Socialistische Partij (PSB).

### Presidentsverkiezingen
Bij de Braziliaanse presidentsverkiezingen van 2010 was Marina Silva kandidaat voor de PV. Ze veroverde in de eerste ronde bijna 20 miljoen stemmen (19,3%) en eindigde daarmee op de derde plaats, wat niet genoeg was voor deelname aan de tweede ronde.
In april 2014, toen zij inmiddels lid was van de PSB, werd Silva door partijvoorzitter en presidentskandidaat Eduardo Campos voorgedragen als zijn running mate bij de presidentsverkiezingen later dat jaar. Zij werd daarmee tevens kandidaat voor het vicepresidentschap. Op 28 juni werden Campos en Silva formeel kandidaat gesteld door de alliantie van partijen waar de PSB deel van uitmaakt. Hun kandidatuur werd gesteund door enkele kleinere partijen. Op 13 augustus kwam Campos echter om bij een vliegtuigongeluk, waarna Silva op 20 augustus tot nieuwe presidentskandidaat werd benoemd, met Beto Albuquerque als kandidaat voor het vicepresidentschap. Silva kreeg ditmaal ruim 22 miljoen stemmen (21,3%) en eindigde daarmee opnieuw op de derde plaats.
In 2015 sloot Silva zich aan bij de ecologische partij REDE. Bij de presidentsverkiezingen van 2018 steunde ze aanvankelijk de kandidaat van de PT, Fernando Haddad, maar toen het milieuprogramma in haar ogen tekortschoot, trok ze haar steun weer in. Ze vergaarde zelf ruim een miljoen stemmen tijdens deze verkiezingen, wat overeenkwam met ongeveer 1% van het totale aantal uitgebrachte stemmen. In 2022 besloot ze niet meer mee te strijden voor het presidentschap, maar campagne te voeren voor de teruggekeerde oud-president Lula da Silva. Zelf stelde ze zich verkiesbaar voor een zetel in het federale Huis van Afgevaardigden, waarbij ze verkozen werd voor de staat São Paulo. Nadat Lula de presidentsverkiezingen won, benoemde hij Silva, net als exact twintig jaar eerder, tot minister van Milieu (en Klimaatverandering) in zijn kabinet. Ze trad aan op 1 januari 2023.
- Bibsys: 12038371
- Gemeinsame Normdatei: 1031840850
- International Standard Name Identifier: 0000 0000 4004 4746
- Library of Congress Control Number: no2001072579
- Nationale Bibliotheek van Polen: a0000002896294
- Virtual International Authority File: 11959959
- WorldCat: E39PBJqW3YFX68JXj8qYKbfyVC